# CERH Champions League 1996-1997
La CERH Champions League 1996-1997 è stata la 32ª edizione (la 1ª con la denominazione CERH Champions League) della massima competizione europea di hockey su pista riservata alle squadre di club. Il torneo ha avuto inizio il 5 aprile e si è concluso l'8 giugno 1997.
Il titolo è stato conquistato dal Barcellona per l'undicesima volta nella sua storia sconfiggendo in finale i portoghesi del Porto.
Il Barcellona ha ottenuto anche il diritto di partecipare alla Supercoppa d'Europa 1997-1998.

## Squadre partecipanti
| Nazione     | Club             | Città      | Qualificazione                                                  |
| ----------- | ---------------- | ---------- | --------------------------------------------------------------- |
| Austria     | Wolfurt          | Wolfurt    | 1º nel campionato austriaco 1996, campione d'Austria            |
| Francia     | La Vendéenne     | Cestas     | 1º in Nationale 1 1995-1996, campione di Francia                |
| Francia     | Quévert          | Quévert    | 2º in Nationale 1 1995-1996                                     |
| Francia     | SCRA Saint-Omer  | Saint-Omer | 3º in Nationale 1 1995-1996                                     |
| Germania    | Cronenberg       | Wuppertal  | 1º in Rollhockey-Bundesliga 1995-1996, campione di Germania     |
| Inghilterra | Herne Bay United | Herne Bay  | 1º in Roller Hockey Premier League 1996, campione d'Inghilterra |
| Italia      | Amatori Vercelli | Vercelli   | 4º in Serie A1 1995-1996, semifinale dei play-off               |
| Italia      | Novara           | Novara     | 2º in Serie A1 1995-1996, finale dei play-off                   |
| Italia      | Roller Salerno   | Salerno    | 5º in Serie A1 1995-1996, semifinale dei play-off               |
| Paesi Bassi | AGOR             | Dordrecht  | 1º in 1ª Klasse 1996, campione dei Paesi Bassi                  |
| Portogallo  | Barcelos         | Barcelos   | 1º in Divisão 1995-1996, campione del Portogallo                |
| Portogallo  | Benfica          | Lisbona    | 2º in Divisão 1995-1996                                         |
| Portogallo  | Porto            | Porto      | 3º in Divisão 1995-1996                                         |
| Spagna      | Barcellona       | Barcellona | 1º in División de Honor 1995-1996, campione di Spagna           |
| Spagna      | Igualada         | Igualada   | Campione d'Europa in carica e 4º in División de Honor           |
| Spagna      | Liceo La Coruña  | La Coruña  | 2º in División de Honor                                         |
| Spagna      | Reus Deportiu    | Reus       | 3º in División de Honor                                         |
| Spagna      | Vic              | Vic        | 5º in División de Honor                                         |
| Svizzera    | Ginevra          | Ginevra    | 1º in Lega Nazionale A 1996, campione di Svizzera               |
| Svizzera    | Thunerstern      | Thun       | 2º in Lega Nazionale A 1996                                     |
| Svizzera    | Wimmis           | Wimmis     | 3º in Lega Nazionale A 1996                                     |

## Risultati

### Primo turno
| Squadra 1        | Totale | Squadra 2      | Andata | Ritorno |
| ---------------- | ------ | -------------- | ------ | ------- |
| Herne Bay United | 7 - 11 | Quévert        | 4 - 7  | 3 - 4   |
| Reus Deportiu    | 4 - 5  | Roller Salerno | 4 - 2  | 0 - 3   |
| SCRA Saint-Omer  | 8 - 12 | La Vendéenne   | 5 - 4  | 3 - 8   |
| Wimmis           | 11 - 8 | AGOR           | 6 - 3  | 5 - 5   |
| Wolfurt          | 3 - 26 | Vic            | 1 - 9  | 2 - 17  |

### Ottavi di finale
| Squadra 1        | Totale | Squadra 2   | Andata | Ritorno |
| ---------------- | ------ | ----------- | ------ | ------- |
| Amatori Vercelli | 19 - 1 | Wimmis      | 12 - 0 | 7 - 1   |
| Barcellona       | 24 - 2 | Thunerstern | 14 - 1 | 10 - 1  |
| Cronenberg       | 6 - 23 | Porto       | 3 - 10 | 3 - 13  |
| Ginevra          | 2 - 10 | Novara      | 1 - 1  | 1 - 9   |
| La Vendéenne     |        | Benfica     | nd     | nd      |
| Liceo La Coruña  | 7 - 4  | Vic         | 6 - 3  | 1 - 1   |
| Quévert          | 4 - 26 | Igualada    | 1 - 11 | 3 - 15  |
| Roller Salerno   | 6 - 5  | Barcelos    | 4 - 3  | 2 - 2   |

### Fase a gironi

#### Girone A
| Squadra        | Pt | G | V | N | P | GF | GS | DG  |
| -------------- | -- | - | - | - | - | -- | -- | --- |
| Igualada       | 8  | 6 | 4 | 0 | 2 | 21 | 9  | +12 |
| Porto          | 8  | 6 | 4 | 0 | 2 | 24 | 21 | +3  |
| Novara         | 7  | 6 | 3 | 1 | 2 | 23 | 17 | +6  |
| Roller Salerno | 1  | 6 | 0 | 1 | 5 | 8  | 29 | -21 |

| Prima giornata   |     |                |
| Novara           | 3–0 | Igualada       |
| Roller Salerno   | 3–5 | Porto          |
| Seconda giornata |     |                |
| Igualada         | 4–3 | Porto          |
| Roller Salerno   | 1–1 | Novara         |
| Terza giornata   |     |                |
| Porto            | 5–4 | Novara         |
| Roller Salerno   | 0–5 | Igualada       |
| Quarta giornata  |     |                |
| Igualada         | 4–1 | Novara         |
| Porto            | 4–2 | Roller Salerno |
| Quinta giornata  |     |                |
| Novara           | 7–2 | Roller Salerno |
| Porto            | 2–1 | Igualada       |
| Sesta giornata   |     |                |
| Igualada         | 7–0 | Roller Salerno |
| Novara           | 7–5 | Porto          |

#### Girone B
| Squadra          | Pt | G | V | N | P | GF | GS | DG  |
| ---------------- | -- | - | - | - | - | -- | -- | --- |
| Liceo La Coruña  | 9  | 6 | 4 | 1 | 1 | 43 | 19 | +24 |
| Barcellona       | 8  | 6 | 3 | 2 | 1 | 46 | 16 | +30 |
| Amatori Vercelli | 7  | 6 | 3 | 1 | 2 | 32 | 19 | +13 |
| La Vendéenne     | 0  | 6 | 0 | 0 | 6 | 12 | 79 | -67 |

| Prima giornata   |      |                  |
| Amatori Vercelli | 10–3 | La Vendéenne     |
| Liceo La Coruña  | 4–1  | Barcellona       |
| Seconda giornata |      |                  |
| Barcellona       | 4–3  | Amatori Vercelli |
| La Vendéenne     | 2–14 | Liceo La Coruña  |
| Terza giornata   |      |                  |
| La Vendéenne     | 1–10 | Barcellona       |
| Liceo La Coruña  | 4–0  | Amatori Vercelli |
| Quarta giornata  |      |                  |
| Amatori Vercelli | 10–4 | Liceo La Coruña  |
| Barcellona       | 25–2 | La Vendéenne     |
| Quinta giornata  |      |                  |
| Amatori Vercelli | 1–1  | Barcellona       |
| Liceo La Coruña  | 12–1 | La Vendéenne     |
| Sesta giornata   |      |                  |
| Barcellona       | 5–5  | Liceo La Coruña  |
| La Vendéenne     | 3–8  | Amatori Vercelli |

### Final Four
Le Final Four della manifestazione si sono disputate a Barcellona dal 7 all'8 giugno 1997.
|  | Semifinali      | Semifinali      | Semifinali |       |            | Finale             | Finale             | Finale             |  |
|  |                 |                 |            |       |            |                    |                    |                    |  |
|  | Igualada        | Igualada        | 3          |       |            |                    |                    |                    |  |
|  | Igualada        | Igualada        | 3          |       |            |                    |                    |                    |  |
|  | Barcellona      | Barcellona      | 6          |       |            |                    |                    |                    |  |
|  | Barcellona      | Barcellona      | 6          |       | Barcellona | Barcellona         | 3 (1)              |                    |  |
|  |                 |                 |            |       | Barcellona | Barcellona         | 3 (1)              |                    |  |
|  |                 |                 | Porto      | Porto | 3 (0)      |                    |                    |                    |  |
|  | Liceo La Coruña | Liceo La Coruña | Porto      | Porto | 3 (0)      | 6                  |                    |                    |  |
|  | Liceo La Coruña | Liceo La Coruña |            |       |            | 6                  |                    |                    |  |
|  | Porto           | Porto           | 8          |       |            | Finale 3º/4º posto | Finale 3º/4º posto | Finale 3º/4º posto |  |
|  | Porto           | Porto           | 8          |       |            |                    |                    |                    |  |
|  |                 |                 |            |       |            |                    |                    |                    |  |
|  |                 |                 |            |       |            | Igualada           | Igualada           | 9                  |  |
|  |                 |                 |            |       |            | Igualada           | Igualada           | 9                  |  |
|  |                 |                 |            |       |            | Liceo La Coruña    | Liceo La Coruña    | 2                  |  |